# Mörk bronsblomfluga
Mörk bronsblomfluga (Callicera aurata) är en tvåvingeart som först beskrevs av Rossi 1790.  Mörk bronsblomfluga ingår i släktet bronsblomflugor, och familjen blomflugor.
Artens utbredningsområde är Italien. Enligt den svenska rödlistan är arten nära hotad i Sverige. Arten förekommer i Götaland, Öland och Svealand. Arten har tidigare förekommit på Gotland men är numera lokalt utdöd. Artens livsmiljö är skogslandskap, jordbrukslandskap, stadsmiljö. Inga underarter finns listade i Catalogue of Life.